# Zmień z nami płeć
Zmień z nami płeć – jedenasty album zespołu Big Cyc, wydany 13 czerwca 2002 roku. Znalazły się na nim takie utwory jak „Dres”, „Rudy się żeni” i „Każdy facet to świnia”. Znajdująca się na płycie prezentacja zawiera animację przedstawiającą zmianę płci członków zespołu przy jednocześnie zwiększającym się seksapilu. Dodatkowo, wzbogacona jest ich zdjęciami w kobiecym przebraniu. Na płycie znajduje się również teledysk do utworu „Każdy facet to świnia” (cover niemieckiego zespołu Die Ärzte).

## Lista utworów
1. Intro - 00:33
2. Zmień z nami płeć - 04:35
3. Rudy się żeni - 02:51
4. Każdy facet to świnia - 04:25
5. Krystyna - w hołdzie Krystynie Losce - 03:06
6. Najlepszy kumpel - 03:09
7. Ska Romana - 02:35
8. Dres - 03:41
9. Wstawaj 6.01 - 03:21
10. Jeden za wszystkich... - 02:18
11. Nie możemy być razem - 03:34
12. Pamelo żegnaj - 02:56
13. Wakacje - 02:49
14. Najgłupsza piosenka świata - /Kibel/ - 05:05
15. Outro - 03:06
16. Prezentacja multimedialna, teledysk Każdy facet to świnia (reż. M. Bryś)